# Minysynchiropus
Minysynchiropus is een monotypisch geslacht van straalvinnige vissen uit de familie van pitvissen (Callionymidae).

## Soort
- Minysynchiropus kiyoae (Fricke & Zaiser, 1983)